# الیور تروی
الیور تِروی (انگلیسی: Oliver Turvey؛ زادهٔ ۱ آوریل ۱۹۸۷) راننده خودروی مسابقه‌ای حرفه‌ای اهل بریتانیا است. او سابقاً یکی از رانندگان سرشناس مسابقات کارتینگ با دو عنوان قهرمانی ملی قابل توجه، و برندهٔ جایزهٔ بی‌آردی‌سی مک‌لارن اتواسپورت در سال ۲۰۰۶ بوده‌است. او در دوران فعالیت حرفه‌ای خود تحت حمایت بنیاد ریسینگ استپس بوده‌است. او هم‌اکنون تحت قراردادی با تیم مک‌لارن، به‌عنوان رانندهٔ آزمایش این تیم در مسابقات فرمول یک فعالیت می‌کند.